# Apple Expo

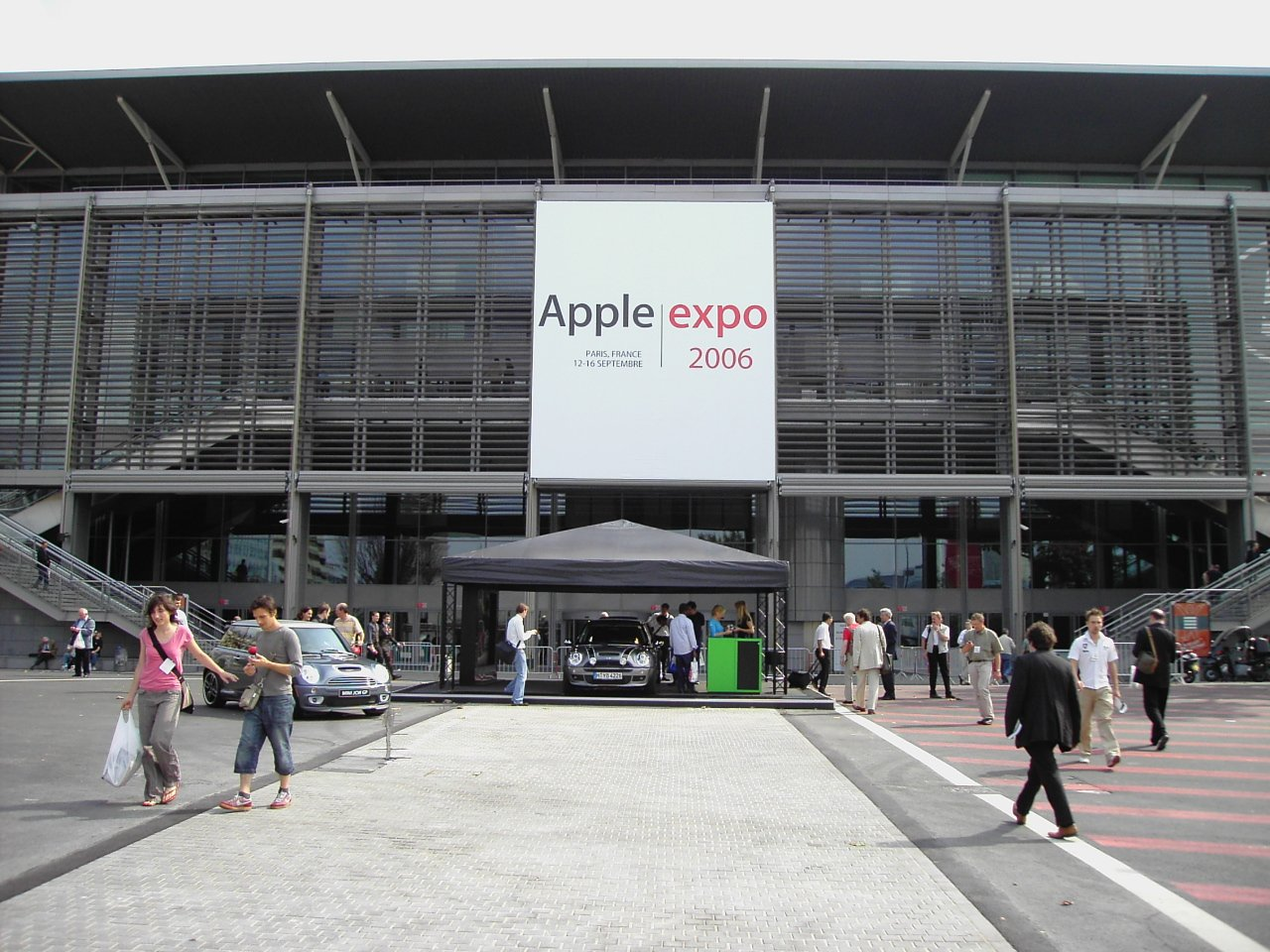
Entrée de l'Apple Expo 2006 - Hall 5 du parc des expositions de Paris

L'Apple Expo était un salon annuel consacré à l’univers du constructeur informatique Apple. Il s'agissait de l’équivalent européen de la Macworld Expo. On dénombrait plus de 55 000 visiteurs uniques à chaque édition, ce qui en faisait le plus gros rendez-vous informatique et technologique en France.
En 2008, Apple rend publique sa décision de ne plus participer aux Apple Expo, ce qui entraîne le déclin de l’événement : il n'est alors plus organisé.

## Histoire
Apple Expo est née en juin 1984, au parc des expositions de la porte de Versailles à Paris. Rendez-vous est donné pour l’année suivante, en juin 1985 au même endroit, puis l'évènement déménage à la Grande Halle de la Villette en 1986 et y restera trois ans.
Après deux ans Porte de Versailles, puis trois ans à la Villette, Apple Expo s’installe de 1989 à 1995 au CNIT, à la Défense. Puis, en 1996, retour à la Porte de Versailles au Parc des Expositions de Paris.
L’Apple Expo est l’un des plus anciens salon Apple, il est considéré comme un des lieux d’annonces de nouveautés (Stevenote). Mais en fait, Apple n’y a fait des annonces importantes qu’en 2000 et 2004.

### Annonces
| Année | Lieu                       | Fait marquant |  |
| 2000  | Paris, porte de Versailles | La version bêta de Mac OS X est annoncée, ainsi que les nouveaux iBooks.                                                                                              |  |
| 2001  | N/A                        | L’Apple Expo est annulée, à cause des attentats du 11 septembre 2001 contre le World Trade Center.                                                                    |  |
| 2002  | Paris, porte de Versailles | Démonstration de Mac OS X version 10.2. Annonce de iCal et iSync. |  |
| 2003  | Paris, porte de Versailles | Annonces de mise à jour du portable professionnel PowerBook G4, et des claviers et souris Bluetooth d’Apple.                                                          |  |
| 2004  | Paris, porte de Versailles | Keynote mené par Phil Schiller, Steve Jobs se remettant de son opération. Annonce de l’iMac G5.                                                                       |  |
| 2005  | Paris, porte de Versailles | Pas de Keynote, mais une conférence de presse de Steve Jobs. Lancement d'une nouvelle version de .Mac.                                                                |  |
| 2006  | Paris, porte de Versailles | Pas de Keynote, mais une conférence de presse de Steve Jobs. Lancement des nouveaux iPod 6G, iPod Nano et iPod Shuffle, ainsi que de la version 7 du logiciel iTunes. |  |
| 2007  | Paris, porte de Versailles | Pas de Keynote, ni de conférence de presse de Steve Jobs. Apple présente l'iPod Touch et Microsoft dévoile en avant-première mondiale son Office 2008 pour Mac.       |  |
| 2008  | Paris, porte de Versailles | Du 17 au 20 septembre 2008, Apple ne sera pas présent. |  |